# 大塭
大塭，是台灣宜蘭縣礁溪鄉的一個傳統地域名稱。位於該鄉東部。相較於今日行政區，其範圍大致包括時潮村北半部、二龍村東半葉的北部凸出部分。

## 歷史
台灣清治末期，大塭地區為一街庄，稱為「大塭庄」，隸屬於四圍堡。該庄東邊及南邊東段隔二龍河分別與三抱竹庄、塭底庄為界，南邊西段與五股庄為鄰，西與抵百葉庄為鄰，西北邊為白石腳庄，北邊為二圍庄、下埔庄。
1901年（日治明治三十四年）11月，廢縣廳改設二十廳，該庄隸屬於宜蘭廳，編入第三區。1905年（明治三十八年）7月，該區改名「礁溪區」。1909年（明治四十二年）10月，合併二十廳為十二廳，該庄仍隸屬於宜蘭廳。1920年（大正九年），廢十二廳改設五州二廳，該庄改制為「大塭」大字，隸屬於臺北州宜蘭郡礁溪庄，大字下有「大塭」、「王通塭」小字名。
戰後礁溪庄改制為礁溪鄉，隸屬於臺北縣，大字亦改制為村。1950年10月，北、基、宜分治，礁溪鄉改隸屬於宜蘭縣。

## 聚落
本地區發展較早的聚落有大塭、王通塭等，在日治期初期的官方地圖上已有記載。

## 交通
縣道191號（玉龍路二段）是頂埔至宜蘭的道路，大致以北北東—南南西走向經過大塭地區西部。由該道路向北北東可前往二圍東南端、中崙、頂埔並止於省道台2庚線路口，向南南西可前往五股、茅埔、踏踏、抵美、五間、壯七並止於宜蘭市區東側的省道台7線路口。
鄉道宜4線（大塭路）是礁溪至竹安路的道路，大致以西偏南—東偏北走向經過本地區南部。由該道路向西偏南可前往五股、抵百葉、奇立丹、礁溪市區並止於中山路一段（省道台9線舊線），向東偏北可前往三抱竹南部並止於省道台2線路口。